# 吉福德 (紐約州)
吉福德（英語：Gifford）是位於美國紐約州斯克內克塔迪縣的非建制地區。

## 歷史
吉福德的郵局於1861年設立，其後於1904年停運。

## 地理
吉福德所處的海拔為高於海平面191米（即627英呎），而該地所採用的時區為UTC-5，即北美东部时区（EST）。同時該地設有夏令時間，為UTC-5調快一小時，即UTC-4（EDT）。